# Кутивадзе, Сергей Иванович
Серге́й (Серго́) Ива́нович Кутива́дзе (груз. სერგო ივანეს ძე კუტივაძე; 16 октября 1944, Алма-Ата — 8 июня 2017, Тбилиси) — советский футболист, полузащитник. По окончании карьеры — тренер. Заслуженный тренер Грузинской ССР (1976).

## Карьера

### Клубная
Начал играть в Кутаиси в юношеской команде «Торпедо». В 1960—1961 — в клубной команде «Имерети» (Кутаиси). Выступал за команды «Торпедо» из Кутаиси (1962—1966) и «Динамо» из Тбилиси (1967—1973). Суммарно в высшей лиге провёл 247 игр, забил 22 мяча.
Третий призёр чемпионатов СССР 1967, 1969, 1971. Финалист Кубка СССР 1970.

### В сборной
Единственный матч провёл 4 сентября 1965 года против Югославии.

### Тренерская карьера
Работал в тбилисском «Динамо» с 1974 по 1984 годы сначала помощником тренера (1974—1982, 1984), директором клуба (1983) и главным тренером (с ноября 1994 — по февраль 1995). Регулярно приезжал на матчи Кубка Содружества.
Главный тренер «Торпедо» (Кутаиси) (сентябрь — ноябрь 1997). С 2007 года — работал в Федерации футбола Грузии.